# Acalyptris lanneivora
Acalyptris lanneivora is een vlinder van de familie van de dwergmineermotten (Nepticulidae), van de onderfamilie van de Nepticulinae. De wetenschappelijke naam van deze soort is voor het eerst voorgesteld door Lajos Vári in een publicatie uit 1955.

## Verspreiding
De soort komt voor in Zuid-Afrika.

## Waardplanten
De rups leeft op Lannea discolor (Anacardiaceae).